# 任天堂（香港）
任天堂（香港）有限公司是日本游戏巨头任天堂于2005年4月在香港设立的子公司，主要负责任天堂的主机、游戏软件香港地区的发行、销售。任天堂前总裁山内博的內甥山内成介在1999年曾被派任至香港任天堂分社（任天堂(香港)的前身）并担任社长。2018年4月，任天堂(香港)有限公司新任董事长更替为前韓国任天堂株式会社董事长福田裕之，后曾又更替为野中峰一，目前新任董事长為松本浩之。
2014年4月7日，任天堂台湾子公司任天堂溥天宣布将結束營業，其管辖的台灣市場業務未來將交由任天堂(香港)負責。同时期任天堂(香港)开通其新浪微博面向中国大陆进行游戏和相关活动的宣传，并在2016年初开通微信公众号，由神游科技维护。
2021年4月7日，任天堂(香港)在臺灣成立子公司「香港商任天堂香港有限公司台灣分公司」；曾由董事後藤正志擔任代表人，其後代表人由任天堂(香港)董事长松本浩之兼任。
2025年2月10日，任天堂在台湾成立子公司「台灣任天堂股份有限公司」，任天堂(香港)在台灣地區業務於同年4月1日起正式移交至該公司，香港商任天堂香港有限公司台灣分公司隨即解散。

## 主要产品

### 游戏主机
从1980年代中期紅白機/灰機（NES）时代开始，任天堂的游戏硬件在香港地区授權由西門玩具代理其行货。从1990年代中期Game Boy时代开始，任天堂的游戏硬件在香港地区授權由万信玩具代理其行货。从Wii开始，任天堂(香港)开始发售繁体中文版Wii游戏以及日文Wii游戏，并且负责Wii的硬件维修。而任天堂3DS是任天堂(香港)第一次正式发售的游戏主机。台灣方面，自任天堂Switch時代起，任天堂(香港)授權展碁國際及傑仕登代理相關業務。
- 任天堂3DS于2012年9月28日在港发售[7]。
- 任天堂3DS XL于2012年9月28日在港发售[7]。
- 任天堂Switch香港于2017年3月3日與全球同步发售；台灣於同年12月1日發售。
- 任天堂Switch Lite香港及台灣于2019年9月20日與全球同步发售。
- 任天堂Switch 2香港于2025年6月5日與全球同步发售。

### 游戏软件

#### Wii中文游戏軟體
Wii作为任天堂(香港)成立后首次发行官方中文版游戏軟體的平台，至今任天堂(香港)在香港版Wii上发售了6款官方繁体中文游戏。
| 游戏名称              | 發售日期       | 建議售價                                  | 备注 | 官方页面     |
| --------------------- | -------------- | ----------------------------------------- | --- | ------------ |
| Wii 第一次接觸        | 2009年12月12日 | 399港币                                   | 附带Wii遙控器一部。 | 中文官方网站 |
| Wii運動 度假勝地      | 2009年12月12日 | 399港币 1,499港币（含Wii主机）            | 捆绑周边套装，包含1个Wii动感强化器 捆绑主机套装，包含Wii主机、1个Wii动感强化器及1份《Wii運動》。由洪金宝出演游戏广告。 | 中文官方网站 |
| Wii塑身 Plus          | 2010年2月8日   | 179港币（單售軟體） 799港币（平衡器套装） | 游戏本体 捆绑周边套装，包含1个Wii平衡器 由陳慧琳出演游戏广告。                                                         | 中文官方网站 |
| 新 超級玛利欧兄弟 Wii | 2010年7月3日   | 399港币                                   | 同时发售彩藍色、桃紅色的Wii遥控器。 由吳君如, 鍾紹圖, 森美和官恩娜出演游戏广告。                                       | 中文官方网站 |
| 超級玛利欧銀河2       | 2010年12月4日  | 399港币                                   | | 中文官方网站 |
| Wii運動               | 2011年7月23日  | 1,499港币（含Wii主机）                    | 『Wii 中文運動遊戲組合套裝』附赠游戏之一。                                                                             | 中文官方网站 |
| 瑪利歐派對9           | 2012年6月29日  | 399港币                                   | | 中文官方网站 |

#### Wii日文游戏軟體
因为香港版Wii基于日版Wii的游戏分区，所以可以运行日本区域的Wii游戏。而任天堂(香港)也引进了3款日版Wii游戏。
| 游戏名称                                         | 發售日期       | 建議售價 | 备注                                                           | 官方页面     |
| ------------------------------------------------ | -------------- | -------- | -------------------------------------------------------------- | ------------ |
| 超级玛利欧25周年 Super Mario Collection 特别包装 | 2010年11月27日 | 199港币  | 包含1本玛利欧系列历史小册子及1张超级玛利欧系列经典原声音乐CD。 | 中文官方网站 |
| Wii バラエティパック （Wii遙控器Plus 動感歡樂）  | 2011年7月9日   | 399港币  | 捆绑周边套装，包含1个Wii动感强化器；游戏说明书为繁体中文印刷。 | 中文官方网站 |
| Just Dance Wii                                   | 2011年10月13日 | 399港币  |                                                                | 中文官方网站 |

#### 3DS中文游戏軟體
| 游戏名称                                                | 發售日期       | 建議售價 | 备注                                                                                       | 官方页面     |
| ------------------------------------------------------- | -------------- | -------- | ------------------------------------------------------------------------------------------ | ------------ |
| 玛利欧赛车7                                             | 2012年9月28日  | 349港币  | 首发游戏之一；由S.H.E出演游戏广告                                                          | 中文官方网站 |
| BIOHAZARD REVELATIONS                                   | 2012年9月28日  | 349港币  | 首发游戏之一                                                                               | 中文官方网站 |
| 萨爾達傳說 時之笛3D                                     | 2012年10月27日 | 349港币  | 可供iQue 3DS XL使用。                                                                      | 中文官方网站 |
| 超級玛利欧 3D樂園                                       | 2012年12月7日  | 349港币  | 由田馥甄出演游戏广告 2017年7月13日在臺灣推出可供日文版主機遊玩的繁體中文版                 | 中文官方网站 |
| 任天狗狗+猫猫                                           | 2013年1月11日  | 349港币  | 共『玩具貴賓犬與新伙伴們、柴犬與新伙伴們、法國鬥牛犬與新伙伴們』三款 可供iQue 3DS XL使用。 | 中文官方网站 |
| 星際火狐64 3D                                           | 2013年3月15日  | 349港币  | 可供iQue 3DS XL使用，简体中文游戏语音只可在iQue 3DS XL仅适用于。                           | 中文官方网站 |
| 玛利欧網球 公開賽                                       | 2013年4月12日  | 349港币  | 可供iQue 3DS XL使用。                                                                      | 中文官方网站 |
| 悄悄互動日記                                            | 2013年6月7日   | 免费     | 已于2013年11月1日全球范围内停止服务。                                                      |              |
| New 超級玛利欧兄弟 2                                    | 2013年6月21日  | 349港币  | 可供iQue 3DS XL使用；提供付费DLC下载。                                                     | 中文官方网站 |
| 魔女與勇者                                              | 2013年7月17日  | 20港幣   | 仅通过港台区域的Nintendo eShop下载发布                                                     |              |
| 路易吉洋樓2                                             | 2013年7月26日  | 349港币  | 可供iQue 3DS XL使用                                                                        | 中文官方网站 |
| 腦科學專家 川島隆太博士監修 突破極限 腦的５分鐘魔鬼鍛鍊 | 2013年7月26日  | 349港币  | 有中文游戏语音，可供iQue 3DS XL使用                                                        | 中文官方网站 |
| 神槍手物語                                              | 2013年7月31日  | 20港幣   | 仅通过港台区域的Nintendo eShop下载发布                                                     | 中文官方网站 |
| 哆啦A夢 大雄的數字大冒險                                | 2013年9月3日   | 349港币  | 无3D显示效果，有中文游戏语音，不可供iQue 3DS XL使用                                        | 中文官方网站 |
| 爆走老精靈                                              | 2013年9月27日  | 20港幣   | 仅通过港台区域的Nintendo eShop下载发布                                                     | 中文官方网站 |
| 邦妮早午餐                                              | 2013年10月22日 | 20港幣   | 仅通过港台区域的Nintendo eShop下载发布                                                     | 中文官方网站 |
| 紙片玛利欧 超級貼紙                                     | 2013年12月6日  | 349港币  | 可供iQue 3DS XL使用                                                                        | 中文官方网站 |
| 推拉方块                                                | 2014年2月21日  | 40港币   | 仅通过港台区域的Nintendo eShop下载发布                                                     | 中文官方网站 |
| 铁道日本！长良川铁道 出发篇                             | 2014年5月7日   | 150港币  | 由SonicPowered发行，仅通过港台区域的Nintendo eShop下载发布                                 | 中文官方网站 |
| New 超級玛利欧兄弟 2 黄金版                             | 2014年11月21日 |          | 随红黑色主机附赠，附带游戏所有追加下载内容关卡                                             | 中文官方网站 |
| 魔神少女 -Chronicle 2D ACT-                             | 2014年11月19日 | 20港幣   | 仅通过港台区域的Nintendo eShop下载发布                                                     |              |
| Fairune                                                 | 2014年12月24日 | 20港幣   | 仅通过港台区域的Nintendo eShop下载发布                                                     |              |
| 精灵宝可梦 太阳·月亮                                    | 2016年11月18日 | 370港幣  | 包含繁体中、简体中、英、日、韩、法、德、意及西文共9种语言，可供iQue 3DS XL使用。           | 中文官方网站 |
| FIRE EMBLEM Echoes 另一位英雄王                         | 2017年4月20日  |          | 包含繁体中、简体中及日文共3种语言。                                                        |              |
| 精靈寶可夢 究极之日·究极之月                            | 2017年11月17日 | 370港幣  | 包含繁体中、简体中、英、日、韩、法、德、意及西文共9种语言，可供iQue 3DS XL使用。           | 中文官方网站 |
| 名偵探皮卡丘                                            | 2018年3月23日  |          | 包含繁体中、简体中、英、日、法、德、意及西文共8种语言                                      |              |

#### 3DS日文游戏軟體
任天堂(香港)还负责任天堂3DS繁体中文区的一些日文游戏的发行，这些游戏仅能在繁体中文区域（香港版，台湾版）的3DS主机上运行；大陆行货iQue 3DS XL不能兼容运行。
| 游戏名称                          | 發售日期       | 建議售價     | 备注                                                                     | 官方页面     |
| --------------------------------- | -------------- | ------------ | ------------------------------------------------------------------------ | ------------ |
| 火影忍者SD 力量全開 疾風傳        | 2012年11月29日 | 349港币      | 由NAMCO BANDAI Games发行                                                 | 中文官方网站 |
| 真・女神転生Ⅳ                     | 2013月5月23日  | 349港币      | 提供付费DLC下载。                                                        | 中文官方网站 |
| 新・世界樹の迷宮 ミレニアムの少女 | 2013年6月27日  | 350港币      | 仅通过Nintendo eShop下载发布                                             | 中文官方网站 |
| Pokémon Ｘ・Ｙ                    | 2013年10月12日 | 349港币      | 包含英、日、韩、法、德、意、西 共7种语言                                 | 中文官方网站 |
| Monster Hunter 4                  | 2013年9月14日  | 368港币      | 由CAPCOM ASIA发行                                                        | 中文官方网站 |
| 世界樹の迷宮Ⅳ 伝承の巨神          | 2013年10月23日 | 300港币      | 仅通过Nintendo eShop下载发布                                             | 中文官方网站 |
| 初音未來 Project mirai 2          | 2013年11月28日 | 310港币      | 由世嘉发行，仅通过Nintendo eShop下载发布                                 | 中文官方网站 |
| 耀西新岛                          | 2014年7月24日  | 349港币      |                                                                          | 中文官方网站 |
| Monster Hunter 4G                 | 2014年10月11日 | 368港币      | 可以并仅可继承亚洲版《Monster Hunter 4》的游戏存档                       | 中文官方网站 |
| Pokémon Omega Ruby·Alpha Sapphire | 2014年11月21日 | 349港币      | 包含英、日、韩、法、德、意、西 共7种语言                                 | 中文官方网站 |
| 逆转裁判123合集                   | 2014年12月9日  | 308港币      | 包含英语版游戏内容，可在游戏内切换                                       | 中文官方网站 |
| Toy Stunt Bike                    | 2015年3月4日   | 30港币       | 由贾船发行，仅通过Nintendo eShop下载发布                                 | 中文官方网站 |
| PAZURU                            | 2015年4月2日   | 30港币       | 由贾船发行，仅通过Nintendo eShop下载发布                                 | 中文官方网站 |
| 任天堂明星大亂鬥 for 3DS          | 2015年7月24日  | 无官方指导价 |                                                                          | 中文官方网站 |
| Johnny's Payday Panic             | 2015年9月14日  | 30港币       | 由OFFICE CREATE Corp发行，仅通过Nintendo eShop下载发布，包含英文游戏内容 | 中文官方网站 |
| 薩爾達傳說 三角神力三劍士         | 2015年10月22日 | 无官方指导价 |                                                                          | 中文官方网站 |
| IronFall: Invasion                | 2015年10月28日 | 98港币       | 由Agatsuma Entertainment发行，仅通过Nintendo eShop下载发布，包含英文语音 | 日文官方网站 |
| Fire Emblem if                    | 2015年11月6日  | 300港币      | 提供剧情DLC付费下载                                                      | 中文官方网站 |
| Project X Zone 2: Brave New World | 2015年11月12日 | 399港币      | 仅通过Nintendo eShop下载发布                                             |              |
| Monster Hunter X                  | 2015年11月28日 | 368港币      | 仅通过Nintendo eShop下载发布                                             | 中文官方网站 |
| 马里奥与索尼克在里约2016奥运会    | 2016年2月18日  | 310港币      | 仅通过Nintendo eShop下载发布                                             | 中文官方网站 |
| Mega Man Legacy Collection        | 2016年2月23日  | 118港币      | 由Capcon发行，仅通过Nintendo eShop下载发布                               |              |
| 精靈寶可夢 紅·綠·蓝·皮卡丘        | 2016年2月23日  | 各版本65港币 | 仅通过Nintendo eShop下载发布，繁体中文区eShop首个Virtual Console游戏     | 中文官方网站 |

#### 3DS英文游戏軟體
任天堂(香港)还负责任天堂3DS繁体中文区的一些英文游戏的发行，这些游戏仅能在繁体中文区域（香港版，台湾版）的3DS主机上运行；大陆行货iQue 3DS XL不能兼容运行。
| 游戏名称                                         | 發售日期       | 建議售價 | 备注                                   | 官方页面     |
| ------------------------------------------------ | -------------- | -------- | -------------------------------------- | ------------ |
| PROJECT X ZONE                                   | 2013年6月26日  | 260港币  | 仅通过港台区域的Nintendo eShop下载发布 | 中文官方网站 |
| Etrian Odyssey Ⅳ Legends of the Titan            | 2013年10月23日 | 300港币  | 仅通过港台区域的Nintendo eShop下载发布 | 中文官方网站 |
| Sonic Lost World                                 | 2013年10月23日 | 350港币  | 仅通过港台区域的Nintendo eShop下载发布 | 中文官方网站 |
| 逆转裁判5                                        | 2013年10月24日 | 228港币  | 仅通过港台区域的Nintendo eShop下载发布 | 中文官方网站 |
| 薩爾達傳說：A Link Between Worlds                | 2013年11月22日 | 280港币  | 仅通过港台区域的Nintendo eShop下载发布 | 中文官方网站 |
| 瑪利歐派對：Island Tour                          | 2014年1月10日  | 280港币  | 仅通过港台区域的Nintendo eShop下载发布 | 中文官方网站 |
| 大金刚国度：回归 3D                              | 2014年1月24日  | 280港币  | 仅通过港台区域的Nintendo eShop下载发布 | 中文官方网站 |
| 灵异相机 被诅咒的回忆                            | 2014年3月14日  | 220港币  | 仅通过港台区域的Nintendo eShop下载发布 | 中文官方网站 |
| 星之卡比：三重豪华                               | 2014年5月2日   | 280港币  | 仅通过港台区域的Nintendo eShop下载发布 | 中文官方网站 |
| 卡比斗士 豪华版                                  | 2014年9月26日  | 40港币   | 仅通过港台区域的Nintendo eShop下载发布 | 中文官方网站 |
| 迪迪迪大王 节拍跃动豪华版                        | 2014年9月26日  | 40港币   | 仅通过港台区域的Nintendo eShop下载发布 | 中文官方网站 |
| 口袋妖怪绘心教室                                 | 2014年10月24日 | 220港币  | 仅通过港台区域的Nintendo eShop下载发布 | 中文官方网站 |
| Code Name: S.T.E.A.M.                            | 2015年3月13日  | 280港币  | 仅通过港台区域的Nintendo eShop下载发布 | 中文官方网站 |
| Fossil Fighters: Frontier                        | 2015年3月20日  | 228港币  | 仅通过港台区域的Nintendo eShop下载发布 | 中文官方网站 |
| Puzzle & Dragons Z + Super Mario Bros. Edition   | 2015年5月22日  | 228港币  | 仅通过港台区域的Nintendo eShop下载发布 | 中文官方网站 |
| The Legend of Zelda: Majora's Mask 3D            | 2015年5月22日  | 300港币  | 仅通过港台区域的Nintendo eShop下载发布 | 中文官方网站 |
| Langrisser Re:Incarnation -TENSEI-               | 2016年4月19日  | 310港币  | 仅通过港台区域的Nintendo eShop下载发布 |              |
| Kirby: Planet Robobot                            | 2016年6月17日  | 300港币  | 仅通过港台区域的Nintendo eShop下载发布 |              |
| Phoenix Wright: Ace Attorney - Spirit of Justice | 2016年9月8日   | 228港币  | 仅通过港台区域的Nintendo eShop下载发布 |              |

#### Switch中文游戏軟體
自任天堂Switch時代起，主機不再有鎖區政策後各區任天堂eShop均可取得對應中文之遊戲，任天堂也較以往積極發售中文化遊戲，截至2020年止對應中文遊戲已達150款以上。